# Niedźwiedzice (Legnica)
Pour les articles homonymes, voir Niedźwiedzice.
Niedźwiedzice est une localité polonaise de la gmina de Chojnów, située dans le powiat de Legnica en voïvodie de Basse-Silésie.

## Histoire
De 1742 à 1945, Bärsdorf-Trach fait partie de l'arrondissement de Goldberg, dans le district de Liegnitz au sein de la province de Silésie.